# Кукувицова синявица
Кукувицовите синявици (Leptosomus discolor), наричани също куроли, са вид едри птици, единствен представител на семейство Leptosomidae.
Срещат се в гористи местности, но също и дървесни плантации, в Мадагаскар и на Коморските острови. Достигат на дължина 40 – 50 сантиметра, като мъжките и женските имат различаваща се окраска. Хранят се с едри насекоми и дребни гущери, като обикновено ловуват дебнейки плячката си от клони на дървета, откъдето се спускат бързо към земята.